# 大保尔
大保尔（匈牙利語：Nagypall）是匈牙利巴兰尼亚州所辖的一个村。总面积7.13平方公里，总人口435，人口密度61.0人/平方公里（2011年1月1日）。